# Đại lộ Đinh Tiên Hoàng

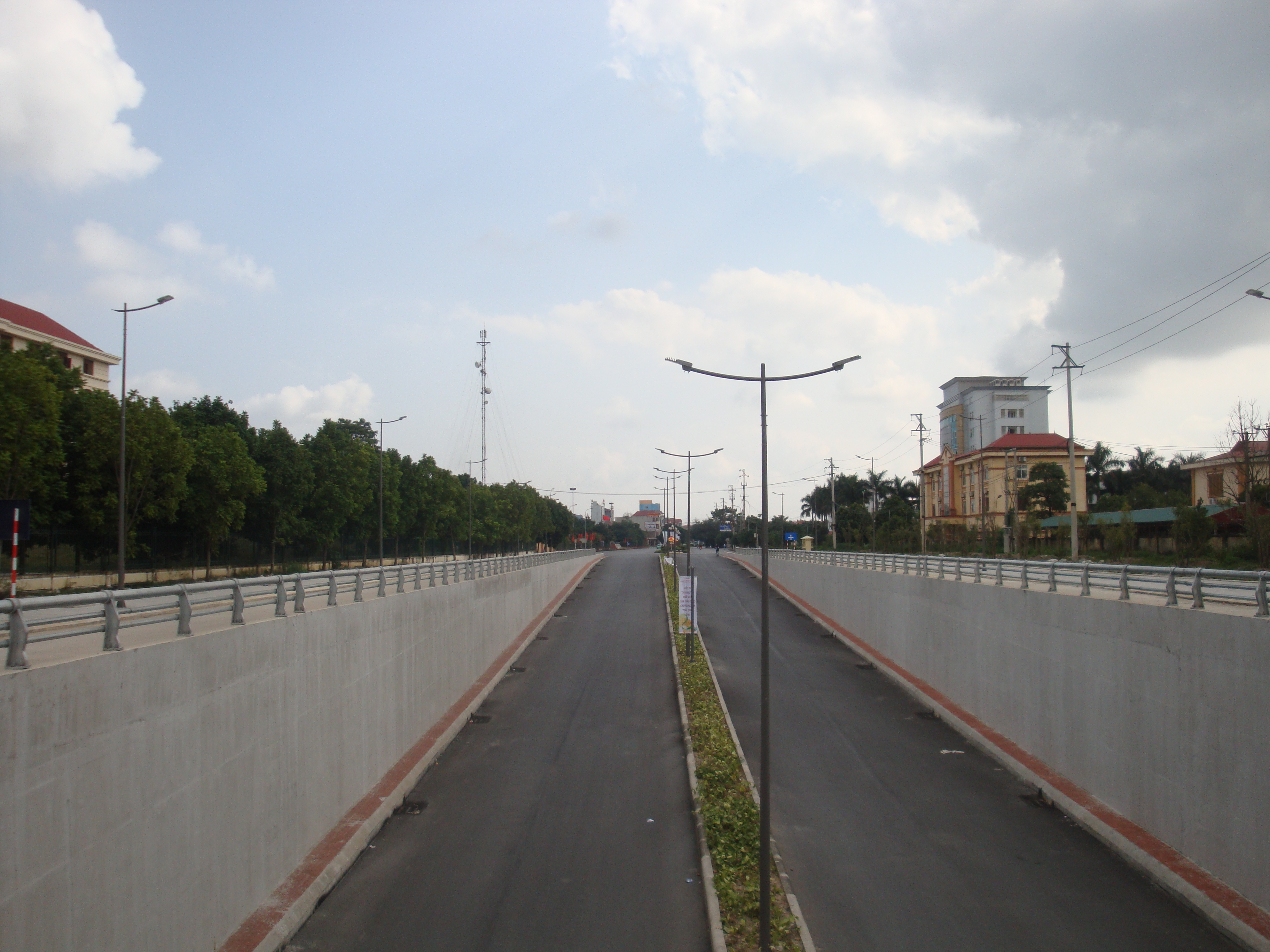
Hầm vượt quảng trường trên đại lộ Đinh Tiên Hoàng

Đại lộ Đinh Tiên Hoàng là tuyến đường trục giao thông nằm ở trung tâm thành phố Hoa Lư, tỉnh Ninh Bình.
Tuyến được quy hoạch có điểm đầu tại cầu Trà Là nhưng hiện có điểm đầu tại nút giao với đường Lê Hồng Phong, nơi đặt trụ sở UBND Tỉnh, đi qua Nhà thi đấu Ninh Bình, Tỉnh Ủy Ninh Bình, Quảng trường 2, điểm cuối nút giao ngã tư đầu cầu Gián Khẩu thuộc thành phố Hoa Lư. Sau khi dự án hoàn thành cùng với phần đường Đinh Tiên Hoàng cũ cải tạo thì tuyến Đại lộ Đinh Tiên Hoàng sẽ có chiều dài 9 km, từ Trụ sở UBND tỉnh Ninh Bình đến cầu Gián Khẩu. Đồ án quy hoạch đô thị Ninh Bình đến năm 2030 tầm nhìn đến năm 2050 xác định Đại lộ Đinh Tiên Hoàng sẽ là trục kiến trúc cảnh quan chính của thành phố Hoa Lư.

## Thông số kỹ thuật
- Mặt cắt ngang mặt đường 86,5 m; Trong đó: mặt đường 40.5 m, giải phân cách + vỉa hè + hành lang 46,0 m.
- Các tuyến giao cắt và các trục dọc, ngang thuộc đại lộ 27,8 km
- Nhu cầu sử dụng đất: Tổng diện tích khoảng 50 – 80 ha
- Tải trọng H30 và XH80
- Đường trục chính đô thị, thiết kế cho xe chạy với tốc độ 40 km/h
- Đảm bảo thông xe tốt 2 mùa
- Lưu lượng thông xe từ 500 – 1.000 xe/ngày đêm

## Đặc điểm
Đường Đinh Tiên Hoàng nguyên là một tuyến đường lớn hai chiều có dải phân cách vườn hoa ở trung tâm thành phố Hoa Lư. Đường mang tên hiệu của vị anh hùng dân tộc Đinh Bộ Lĩnh là người con của quê hương Ninh Bình. Đường nằm song song với Quốc lộ 1, có điểm khởi đầu nằm trên quốc lộ 10, gần UBND tỉnh Ninh Bình, đi qua tỉnh ủy Ninh Bình, Cục Thuế, Hải quan Ninh Bình, Cục hải quan Hà Nam Ninh, Công an Ninh Bình, Quảng trường Đinh Tiên Hoàng Đế, khu đô thị sinh thái du lịch mới và nhiều trung tâm giải trí du lịch của thành phố này như: Nhà thi đấu Ninh Bình, New Life Ninh Bình, các nhà hàng, khách sạn, trung tâm giải trí khác,... Tuyến Đinh Tiên Hoàng cũng nối với một số đường trục chính khác như: Đại lộ Tràng An, Lê Hồng Phong, Lương Văn Thăng, Vạn Hạnh. Dự án Đại lộ Đinh Tiên Hoàng đi qua địa bàn các phường: Đông Thành, Ninh Giang, Ninh Khánh, Ninh Mỹ và xã Ninh Khang của thành phố Hoa Lư.
Đại lộ Đinh Tiên Hoàng đoạn xây mới sẽ nằm trong khu vực xây dựng mới hệ thống công trình dịch vụ, thương mại, tài chính, ngân hàng, văn phòng cấp tỉnh chất lượng cao, kiến trúc hiện đại; xây dựng hồ điều hòa tại Ninh Khang kết hợp công viên vui chơi giải trí cấp đô thị.

## Một số công trình bên đại lộ

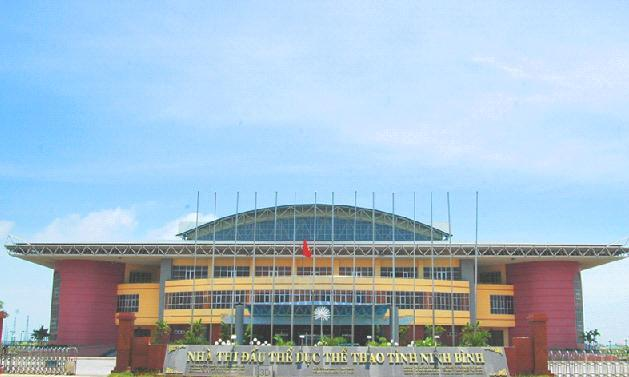
Nhà thi đấu thể dục thể thao tỉnh Ninh Bình

### Quảng trường Đinh Tiên Hoàng Đế
Quảng trường Đinh Tiên Hoàng Đế là công trình kiến trúc lớn nằm ở trung tâm thành phố Hoa Lư. Đây là công trình văn hóa được coi là điểm nhấn của thành phố này. Quảng trường là nơi tôn vinh người anh hùng dân tộc Đinh Bộ Lĩnh đã có công thống nhất đất nước, lập nên Triều đại nhà Đinh, kinh đô Hoa Lư trong lịch sử Việt Nam. Quảng trường Đinh Tiên Hoàng đế nằm ở nội đô thành phố Ninh Bình, có dạng hình chữ nhật nằm theo hướng tây – đông, kẹp giữa 2 đường Đinh Điền và Nguyễn Bặc, tựa lưng vào Quốc lộ 1. Con đường trục chính của thành phố Hoa Lư là đại lộ Đinh Tiên Hoàng cũng có hầm ngầm xuyên qua khu quảng trường này. Quảng trường và Tượng đài Đinh Tiên Hoàng đế là công trình để phục vụ khu trung tâm sinh hoạt văn hoá cộng đồng quy mô lớn, đáp ứng các hoạt động văn hoá của tỉnh, góp phần giữ gìn và phát huy truyền thống văn hoá, lịch sử của Ninh Bình nói riêng và của dân tộc Việt Nam nói chung.

### Nhà thi đấu Ninh Bình
Nhà thi đấu Ninh Bình là nơi diễn ra nhiều giải đấu lớn như Bóng chuyền, vật, võ,... là sân nhà của câu lạc bộ bóng chuyền Tràng An Ninh Bình, tại đây hàng năm diễn ra giải bóng chuyền cúp Hoa Lư của các đội bóng chuyền mạnh Việt Nam.

### Hầm vượt
Đường hầm trên tuyến đại lộ Đinh Tiên Hoàng, thành phố Hoa Lư có tổng chiều dài 783m trong đó hầm kín là 320m, tĩnh không 4,75m, quy mô mặt đường 4 làn xe chạy qua. Đây là đường hầm đầu tiên và cũng là hiện đại nhất ở Ninh Bình hiện nay với kết cấu hầm kín bê tông cốt thép. Được khởi công vào tháng 8/2013, sau hơn 10 tháng thi công đường hầm trên tuyến đường Đinh Tiên Hoàng hoàn thành trước kế hoạch đề ra, đảm bảo yêu cầu kỹ thuật, mỹ thuật và chất lượng.